# Chaetopelma olivaceum
Chaetopelma olivaceum är en spindelart som först beskrevs av Carl Ludwig Koch 1841.  Chaetopelma olivaceum ingår i släktet Chaetopelma och familjen fågelspindlar. Inga underarter finns listade i Catalogue of Life.